# Stine Bredal Oftedal
Stine Bredal Oftedal (Oslo, 1991. szeptember 25. –) háromszoros világ- és ötszörös Európa-bajnok, egyszeres olimpiai bajnok, kétszeres olimpiai bronzérmes norvég kézilabdázó, irányító, a Győri Audi ETO korábbi játékosa. Egy-egy alkalommal az IHF, valamint a Handball Planet internetes szakportál szavazásán is megválasztották a világ legjobb női kézilabdázójának. A válogatottban mezszáma a 10-es, míg csapatában a 15-ös mezszámmal játszik.

## Pályafutása
Stine Oftedal a norvég Helset IF csapatában kezdett el kézilabdázni hétévesen, akkor még balszélső poszton. 2005-ben elhódította a Partille kupát, ami az egyik legjelentősebb ifjúsági kézilabda torna a világon. 2007-től a Fjellhammer IL kézilabdázója, melynek színeiben a 2007-2008-as szezonban 16 bajnokin 50 gólt szerzett, majd egy év elteltével a Stabæk IF-hez igazolt. Itt együtt játszott húgával, Hannával, ekkor már irányítóként. 2013 óta a francia Issy Paris Hand légiósa. A 2013-2014-es francia bajnoki idény végén őt választották a szezon legjobb játékosának. 2017 márciusában hivatalosan is bejelentették, hogy a következő idénytől a Győri Audi ETO KC csapatában játszik. 2023-ban a BL-bronzérmét követően bejelentette, hogy jövő nyáron távozik Győrből és valószínűleg felhagy a kézilabdával, párjához költözik Kielbe.
2010. november 26-án debütált a norvég válogatottban. Bekerült a Európa-bajnokságra utazó keretbe is,de pályára nem lépett a tornán és a csoportmérkőzések után Linn Jørum Sulland vette át a helyét.  A következő évben világbajnok, 2012-ben pedig Európa-bajnok lett. 2014-ben második kontinens bajnoki címének örülhetett, 2015 óta pedig kétszeres világbajnoknak is mondhatja magát. Utóbbi tornán beválasztották az All Star csapatba is.  A 2016-os riói olimpián bronzérmet szerzett a norvég csapattal, az év végi Európa-bajnokságon pedig harmadszor is bajnoki címet szerzett.
Pályafutása utolsó nagy tornáján olimpiai bajnoki cínmet szerzett a párizsi játékokon, és beválasztották az All-Star csapatba is.
2010 novemberében a dél-koreai tornán junior világbajnoki címet szerzett.

## Magánélete
Tanulmányait Norvégiában menedzserszakon végezte. Korábban a  Nittedal IL színeiben atletizált, gerelyhajításban 32, 8 métert dobott 13 évesen. Húga, Hanna Bredal Oftedal (1994) szintén kézilabdázott. Párja a szintén kézilabdázó, német válogatott balszélső Rune Dahmke. 2023 nyarán jegyezték el egymást, 2024 nyarán pedig össze is házasodtak.

## Sikerei, díjai

### A válogatottal
- Olimpia:
  -  Arany: 2024
  -  Bronz: 2016, 2021
- Világbajnokság:
  -  Arany: 2011, 2015, 2021
  -  Ezüst: 2017
- Európa-bajnokság:
  -  Arany: 2010, 2014, 2016, 2020, 2022
  -  Ezüst: 2012
- Junior világbajnokság:
  -  Arany: 2010
- Junior-Európa-bajnokság:
  -  Arany: 2009

### Klubcsapatokkal
- Bajnokok Ligája:
  - Győztes: 2018, 2019,[19] 2024
  - Ezüstérmes: 2022
  - Bronzérmes: 2021, 2023
- Magyar bajnokság:
  - Győztes: 2018, 2019,[20] 2022, 2023
  - Ezüstérmes: 2021, 2024
- Magyar Kupa:
  - Győztes: 2018, 2019, 2021
  - Ezüstérmes: 2022, 2023, 2024
- Norvég Kupa:
  - Döntős: 2011, 2012

### Egyéni elismerései
- A 2008-ban rendezett U18-as European Open legjobb balszélsője.
- A 2010-es női junior kézilabda-világbajnokság All Star csapatának tagja.
- A 2015-ös női kézilabda-világbajnokság All Star csapatának tagja.
- A 2017-es női kézilabda-világbajnokság legértékesebb játékosa.
- A 2018–2019-es női EHF-bajnokok ligája szezon All Star csapatának tagja.
- A világ legjobb női kézilabdázója (2019)[4]
- A 2020-as női kézilabda-Európa-bajnokság All Star csapatának irányítója.
- A világ legjobb női kézilabdázója a Handball Planet internetes szakportál szavazásán (2020)[5]
- A 2019–2020-as női EHF-bajnokok ligája szezon All Star csapatának tagja.
- A 2020–2021-es női EHF-bajnokok ligája szezon All Star csapatának tagja.
- A 2024-es olimpia All Star csapatának irányítója.[21]